# 80
|  | Per a altres significats, vegeu «Vuitanta». |

El 80 (LXXX) fou un any de traspàs començat en dissabte del calendari julià.

## Esdeveniments
- Finalització de la construcció del Colosseu romà.[1]
- Construcció de l'Aqüeducte d'Eifel.[2]